# Joseph Krautwald

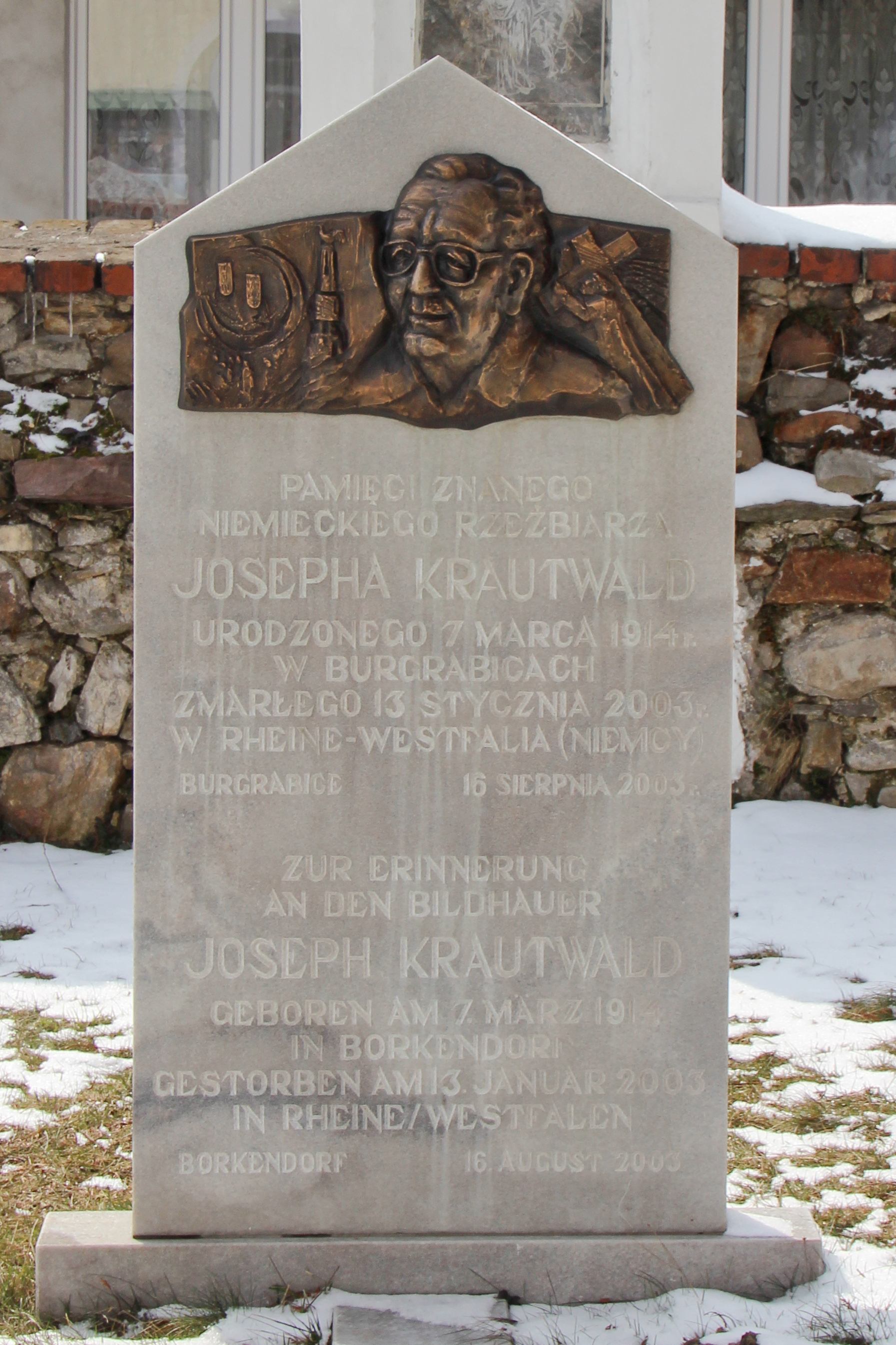
Pomnik Josepha Krautwalda w Burgrabicach

Joseph Krautwald (ur. 7 marca 1914 w Burgrabicach; zm. 13 stycznia 2003 w Rheine, Westfalia) – niemiecki rzeźbiarz.

## Życiorys
W wieku 14 lat rozpoczął naukę jako kamieniarz. Rok później zaczął się kształcić na rzeźbiarza. Po jej zakończeniu uczęszczał do Szkoły Rzemiosł w Cieplicach Śląskich i klasy rzeźby Josefa Thoraka w Akademii Sztuk Pięknych w Monachium. Edukację zakończył w 1939 r. w Dreźnie pod kierunkiem Karla Albikera. W 1949 r. osiedlił się w Rheine, gdzie w 1951 r. założył własną pracownię. Joseph Krautwald wykonywał głównie rzeźby do kościołów i nagrobki.